# Formiga boja groga
La formiga boja groga (Anoplolepis gracilipes) és una espècie de formiga de la subfamília dels formicins (Formicinae). És una espècie invasora inclosa en la llista 100 de les espècies exòtiques invasores més nocives del mon de la Unió Internacional per a la Conservació de la Natura (IUNC).

## Història natural
La formiga boja groga és una espècie invasora associada a l'ésser humà com a modificadora de l'ambient, ja siguin àrees agrícoles o zones urbanes. En algunes illes tropicals com ara l'illa de Nadal, ha adquirit grans densitats escalabornant els invertebrats natius i algunes poblacions de vertebrats, especialment alguns ocells. En alguns casos, ha resultat en el canvi de composició forestal i la disminució dels cicles nutritius; això afecta la fauna nativa per la competència dels recursos de menjar. En minvar la biodiversitat, indirectament amenaça els sectors turístics. Aquesta relació amb diversos insectes productors de mel, afecta la flora nativa i causa danys significatius a les plantes i pèrdues econòmiques en sistemes agrícoles.